# Jackson (Minnesota)
Jackson ist eine Kleinstadt (mit dem Status „City“) und Verwaltungssitz des Jackson County im US-amerikanischen Bundesstaat Minnesota. Das U.S. Census Bureau hat bei der Volkszählung 2020 eine Einwohnerzahl von 3.323 ermittelt.

## Geografie
Jackson liegt beiderseits des Des Moines River auf 43°37′20″ nördlicher Breite und 94°59′28″ westlicher Länge. Die Stadt erstreckt sich über 11,91 km².
Benachbarte Orte von Jackson sind Windom (32,5 km nördlich), Alpha (10,9 km östlich), Spirit Lake in Iowa (30,8 km südsüdwestlich) und Lakefield (21,5 km westnordwestlich).
Die nächstgelegenen größeren Städte sind Minneapolis (252 km nordöstlich), Minnesotas Hauptstadt Saint Paul (266 km in der gleichen Richtung), Rochester (236 km ostnordöstlich), Iowas Hauptstadt Des Moines (338 km südöstlich), Omaha in Nebraska (329 km südsüdwestlich), Sioux Falls in South Dakota (147 km westlich) und Fargo in North Dakota (454 km nordnordwestlich).

## Verkehr
Durch den Norden der Stadt verläuft die Interstate 90, der längst Interstate Highway des Landes. Der U.S. Highway 71 verläuft als Hauptstraße durch Jackson. Alle weiteren Straßen innerhalb von Jackson sind untergeordnete Fahrwege oder innerstädtische Verbindungsstraßen.
In Jackson ist der Endpunkt einer Eisenbahn-Nebenstrecke, die aus östlicher Richtung in die Stadt führt.

Der Jackson Municipal Airport liegt im Norden des Stadtgebiets von Jackson. Der nächste Großflughafen ist der Minneapolis-Saint Paul International Airport (250 km nordöstlich).

## Demografische Daten
Nach der Volkszählung im Jahr 2010 lebten in Jackson 3299 Menschen in 1489 Haushalten. Die Bevölkerungsdichte betrug 277 Einwohner pro Quadratkilometer. In den 1489 Haushalten lebten statistisch je 2,17 Personen.
Ethnisch betrachtet setzte sich die Bevölkerung zusammen aus 93,3 Prozent Weißen, 0,5 Prozent Afroamerikanern, 0,4 Prozent amerikanischen Ureinwohnern, 3,9 Prozent Asiaten sowie 0,8 Prozent aus anderen ethnischen Gruppen; 1,6 Prozent stammten von zwei oder mehr Ethnien ab. Unabhängig von der ethnischen Zugehörigkeit waren 1,8 Prozent der Bevölkerung spanischer oder lateinamerikanischer Abstammung.
22,7 Prozent der Bevölkerung waren unter 18 Jahre alt, 58,0 Prozent waren zwischen 18 und 64 und 19,3 Prozent waren 65 Jahre oder älter. 51,6 Prozent der Bevölkerung war weiblich.

Das mittlere jährliche Einkommen eines Haushalts lag bei 38.873 USD. Das Pro-Kopf-Einkommen betrug 22.393 USD. 18,2 Prozent der Einwohner lebten unterhalb der Armutsgrenze.

## Söhne und Töchter der Stadt
- Ronald O. Lippitt (1914–1986), Sozialpsychologe und Hochschullehrer
- Willis H. Flygare (1936–1981), physikalischer Chemiker
- Amy Dunker (* 1964), Komponistin, Musikpädagogin und Trompeterin
- David Ellefson (* 1964), Musiker